# Сметанин, Максим Анатольевич
Макси́м Анато́льевич Смета́нин (род. 17 февраля 1974) — киргизский легкоатлет, специалист по тройным прыжкам и прыжкам в длину. Выступал за сборную Киргизии по лёгкой атлетике в 1990-х годах, чемпион Западноазиатских игр, серебряный призёр чемпионата Азии, победитель и призёр первенств республиканского значения, участник летних Олимпийских игр в Атланте. Мастер спорта Кыргызской Республики.

## Биография
Максим Сметанин родился 17 февраля 1974 года. Занимался лёгкой атлетикой в Бишкеке. Окончил педагогический факультет Киргизского государственного института физической культуры (1995).
В 1994 году выполнил норматив мастера спорта Кыргызской Республики по лёгкой атлетике.
Будучи студентом, в 1995 году представлял Киргизию на Всемирной Универсиаде в Фукуоке — в зачёте тройных прыжков показал результат 15,08 и в финал не вышел.
В 1996 году на Мемориале Гусмана Косанова в Алма-Ате занял пятое место в тройном прыжке, прыгнув на 16,50 метра. Благодаря череде удачных выступлений удостоился права защищать честь страны на летних Олимпийских играх в Атланте — на предварительном квалификационном этапе прыгнул на 15,90	метра, чего оказалось недостаточно для выхода в финальную стадию соревнований.
В 1997 году вновь стал пятым на международном турнире в Алма-Ате (16,42), в составе киргизской сборной одержал победу на Западноазиатских играх в Тегеране (15,90).
В 1998 году принимал участие в Азиатских играх в Бангкоке, провалил все свои попытки в тройном прыжке, не показав никакого результата.
В 1999 году занял шестое место на Мемориале Гусмана Косанова в Алма-Ате (15,03).
В 2000 году взял бронзу на Мемориале Косанова в Алма-Ате (16,65), выиграл две золотые медали на домашних соревнованиях в Бишкеке, установив при этом свои личные рекорды в прыжках в длину и тройных прыжках — 7,88 и 16,71 метра соответственно. На последовавшем чемпионате Азии в Джакарте стал девятым в прыжках в длину (7,49) и завоевал серебряную награду в тройных прыжках (16,33). По окончании сезона завершил спортивную карьеру.
Судя по сообщениям на личной странице ВКонтакте, умер в 2016 году.